# 角膜移植に関する法律
角膜移植に関する法律（かくまくいしょくにかんするほうりつ、昭和33年4月17日法律第64号）は、角膜移植術による視力障害者の視力の回復に資するため、死体から眼球を摘出すること等に関する法律である。
1958年（昭和33年）4月17日に公布され、1979年（昭和54年）12月18日に公布された角膜及び腎臓の移植に関する法律の施行（1980年3月8日）により廃止された。